# Tipula (Savtshenkia) trinacria
Tipula (Savtshenkia) trinacria is een tweevleugelige uit de familie langpootmuggen (Tipulidae). De soort komt voor in het Palearctisch gebied.